# Giorgio Cocilovo
Giorgio Cocilovo (Milano, 26 febbraio 1956 – Cusago, 13 febbraio 2025) è stato un chitarrista, arrangiatore, compositore e produttore discografico italiano.

## Biografia

### Gli esordi
Nato a Milano in una famiglia di origine siciliana, in cui il nonno materno Camillo Spinelli era contrabbassista del Teatro Massimo Vittorio Emanuele di Palermo, a 13 anni inizia a studiare chitarra seguito dal maestro Filippo Daccò, e contemporaneamente si esercita da solo ascoltando i Beatles e trascrivendo i primi soli.
Durante il liceo si esibisce con piccole band come chitarrista, avendo come modelli Jimmy Page, Hendrix, Alvin Lee e altri musicisti del periodo. Dopo il diploma di liceo scientifico, si iscrive alla facoltà di ingegneria elettronica.
La svolta giunge nel 1976, quando in occasione di un concorso per giovani gruppi musicali, viene notato da Tullio De Piscopo e così inizia a collaborare con lui per circa 4 anni, durante i quali ha l'opportunità di suonare jazz e fusion con musicisti come Santino Palumbo, Mario Rusca, Luigi Bonafede, Larry Nocella, Lucio Terzano, Julius Farmer, Sergio Farina. Sempre nel 1976 suona al Montreux Jazz Festival.
Decide quindi di approfondire gli studi musicali rivolgendosi al maestro Filippo Daccò.

### Anni 80 e tournée
Negli anni 80 inizia una intensa attività di session-man collaborando alla realizzazione dei dischi di molti artisti tra i più conosciuti, come Mina, Adriano Celentano, Gianni Morandi, Eros Ramazzotti, Marcella Bella, Matia Bazar, Jovanotti, Franco Simone, Ivan Graziani, Enrico Ruggeri, Cristiano De André, Garbo, Gino Paoli, Anna Tatangelo, Gianni Togni, Angelo Branduardi, Omar Pedrini, Patty Pravo, Cristiano Malgioglio, Toto Cutugno, Al Bano e Romina Power, Giorgio Gaber, Bruno Lauzi, Mia Martini, Enzo Jannacci, Roberto Vecchioni, Renato Zero, Silvia Salemi, Annalisa, Alessandra Amoroso, Fiorella Mannoia, Audio 2, Loredana Bertè, Baltimora, Malika Ayane, Cristina D'Avena.
Tra le esperienze di concerti dal vivo si possono citare la Carovana del Mediterraneo con Angelo Branduardi e Stephen Stills (79/80), lo spettacolo di Enzo Jannacci 30 anni senza andare fuori tempo (89/90), il concerto di Eros Ramazzotti al Radio City Music Hall di New York e varie tournée e spettacoli con artisti quali Fabio Concato, Mia Martini, Ornella Vanoni, Renato Zero, Fiorella Mannoia, e molti altri.
Partecipa in varie formazioni orchestrali a diverse trasmissioni per Canale 5 (Risatissima, Premiatissima, Raffaella Carrà Show, Drive in), in particolare collaborando col maestro Beppe Vessicchio nelle varie edizioni di Viva Napoli, Trenta ore per la vita, nonché con altri direttori fra cui Augusto Martelli, Pippo Caruso, Fabio Frizzi ed altri.
Parallelamente nel 1983 inizia l’attività di compositore e di arrangiatore realizzando sonorizzazioni per la Rai e Mediaset e arrangiando LP di giovani artisti.
Nel 1985 vince il Telegatto come Miglior chitarrista italiano da studio.

### Dagli anni 90 ad oggi
Nel 1990, in occasione della reintroduzione dell’orchestra dal vivo dopo 10 anni di assenza al Festival di Sanremo 1990, Giorgio Cocilovo viene chiamato a suonare nella sezione ritmica dell’orchestra, esperienza che si ripeterà negli anni 1990-1991-1992. E poi ancora in anni successivi fino al 2019.
Nel 1994 partecipa al Festival, questa volta come direttore d’orchestra, con Enzo Jannacci (per il quale aveva prodotto e arrangiato il CD I soliti accordi, con l'intervento di Paolo Rossi).
Dagli anni 90 ad oggi la sua carriera vide prolifiche collaborazioni con artisti nazionali ed internazionali e partecipazioni a concerti in svariati Paesi, come Canada, US, Germania (vedere sotto la lista di partecipazioni).
Il sodalizio artistico con Renato Zero ha portato Cocilovo ad accompagnare il cantautore anche nei suoi tour, oltre che in studio, per oltre trent'anni.
È stato insegnante di chitarra al CPM di Franco Mussida. Lo stesso Mussida ha dato annuncio della scomparsa dell'amico e collega con un post su Facebook. Dal 2019 insegnò chitarra pop rock presso Conservatorio Boito di Parma.
È stato la chitarra onnipresente nelle sigle dei cartoni animati degli anni 80 e 90, accompagnando la voce di Cristina D'Avena.

## Discografia
| Anno | Album                                        | Artista                 |
| ---- | -------------------------------------------- | ----------------------- |
| 1976 | Tullio De Piscopo vol. 2                     | Tullio De Piscopo       |
| 1978 | Future Percussion                            | Tullio De Piscopo       |
| 1980 | LoredanaBertE'                               | Loredana Bertè          |
| 1980 | Urlo                                         | Ivan Cattaneo           |
| 1981 | Sogno di una notte d'estate (album)          | Mauro Pagani            |
| 1981 | Nikka Costa                                  | Nikka Costa             |
| 1981 | Angelo Branduardi                            | Angelo Branduardi       |
| 1982 | Scortati                                     | Garbo                   |
| 1982 | Quante volte... ho contato le stelle         | Mia Martini             |
| 1982 | Problemi                                     | Marcella Bella          |
| 1984 | Gaber                                        | Giorgio Gaber           |
| 1984 | Quando arriverà                              | Iva Zanicchi            |
| 1985 | Finalmente ho conosciuto il conte Dracula... | Mina                    |
| 1985 | Segui il tuo cuore                           | Gianni Togni            |
| 1985 | Living in the Background                     | Baltimora               |
| 1985 | Piccolo grande uomo                          | Bruno Lauzi             |
| 1985 | L'importante                                 | Enzo Jannacci           |
| 1985 | Ritratto                                     | Franco Simone           |
| 1986 | Nuovi eroi                                   | Eros Ramazzotti         |
| 1986 | Il pazzo, lo zingaro ed altri amici          | Franco Simone           |
| 1987 | In certi momenti                             | Eros Ramazzotti         |
| 1987 | Day By Day                                   | Den Harrow              |
| 1987 | Piccoli spostamenti del cuore                | Giorgio Gaber           |
| 1987 | Ora!                                         | Bruno Lauzi             |
| 1987 | Parlare con i limoni                         | Enzo Jannacci           |
| 1988 | Alessandro Bono                              | Alessandro Bono         |
| 1989 | 30 anni senza andare fuori tempo             | Enzo Jannacci           |
| 1989 | Il suono del Gatto                           | Gatto Panceri           |
| 1989 | D'ora in poi                                 | Piero Cotto             |
| 1990 | In ogni senso                                | Eros Ramazzotti         |
| 1990 | Giovani Jovanotti                            | Jovanotti               |
| 1990 | Come i cartoni animati                       | Federico Vassallo       |
| 1991 | Anime pigre                                  | Matia Bazar             |
| 1991 | Non è facile essere uomini                   | Toto Cutugno            |
| 1991 | Amiche                                       | Cristiano Malgioglio    |
| 1994 | Ingresso Libero                              | Loredana Bertè          |
| 1994 | I soliti accordi                             | Enzo Jannacci           |
| 1994 | Lady to Ladies                               | Amii Stewart            |
| 1996 | 1996                                         | Mia Martini             |
| 1996 | Silvia Salemi                                | Silvia Salemi           |
| 1996 | Mina                                         | Mina                    |
| 1997 | Un pettirosso da combattimento               | Loredana Bertè          |
| 1997 | Leggera                                      | Mina                    |
| 1998 | Mina Celentano                               | Mina, Adriano Celentano |
| 1998 | Station Wagon                                | Syria                   |
| 1999 | Olio                                         | Mina                    |
| 1999 | Portami con te                               | Gigi D'Alessio          |
| 2000 | Mina per Wind                                | Mina                    |
| 2000 | Tutti gli Zeri del mondo                     | Renato Zero             |
| 2000 | ...Le canzoni intelligenti                   | Cochi e Renato          |
| 2000 | Quando la mia vita cambierà                  | Gigi D'Alessio          |
| 2001 | Pasaporte - Lo mejor de                      | Jovanotti               |
| 2001 | Passo dopo passo                             | Davide De Marinis       |
| 2002 | Dimmi che mi ami                             | Loredana Bertè          |
| 2002 | Veleno                                       | Mina                    |
| 2003 | Attimo x attimo                              | Anna Tatangelo          |
| 2005 | Babybertè                                    | Loredana Bertè          |
| 2005 | Laura Bono                                   | Laura Bono              |
| 2005 | Uomo bastardo                                | Marcella Bella          |
| 2006 | I colori del mio universo                    | Mia Martini             |
| 2006 | Renatissimo!                                 | Renato Zero             |
| 2006 | Il tempo migliore                            | Gianni Morandi          |
| 2008 | Meglio Soul                                  | Enzo Avitabile          |
| 2008 | Malika Ayane                                 | Malika Ayane            |
| 2008 | Rock Show                                    | Enrico Ruggeri          |
| 2010 | Il mondo in un secondo                       | Alessandra Amoroso      |
| 2010 | Grovigli                                     | Malika Ayane            |
| 2010 | Caramella                                    | Mina                    |
| 2011 | Cinque passi in più                          | Alessandra Amoroso      |
| 2012 | Mentre tutto cambia                          | Annalisa                |
| 2014 | Selfie                                       | Mina                    |
| 2015 | Live Collection                              | Mia Martini             |
| 2016 | Le migliori                                  | Mina, Adriano Celentano |
| 2016 | Alt                                          | Renato Zero             |

## Manifestazioni
- Montreux Jazz Festival (1978) col gruppo di Tullio De Piscopo
- Dimostratore di Ibanez alla fiera di Francoforte (Musikmesse)
- Tour Carovana del Mediterraneo con Angelo Branduardi
- Premio Tenco con Luca Ghielmetti (1990)
- Radio City Music Hall di New York con Eros Ramazzotti (1991)
- Music Versus Hambre (Assuncion, Paraguay – Settembre 2006)
- Live8 (Roma)
- Festival di Sanremo
- RadioItaliaLive